# Medal 70-lecia Polskiej Informatyki
Medal 70-lecia Polskiej Informatyki – ustanowiony w dniu 25 czerwca 2017 roku, uchwałą XII Zjazdu Delegatów Polskiego Towarzystwa Informatycznego (PTI),  w liczbie 70 sztuk miał być przyznany w 2018 roku osobom szczególnie zasłużonym dla rozwoju polskiej informatyki.
Medal został zaprojektowany przez prof. Jerzego Nowakowskiego. Na awersie na tle kształtu mapy Polski jest umieszczone logo obchodów 70 lecia POLSKIEJ INFORMATYKI oraz napis PTI. Na rewersie jest napis GRUPA APARATÓW MATEMATYCZNYCH, trzy pionowe prostokąty, a nich jeden prostokąt z obrazem panelu komputera i pod nim napis KOMPUTER XYZ. 
Kapituła Medalu – złożona z członków Głównego Sądu Koleżeńskiego oraz z Członków Honorowych PTI na podstawie listy kandydatów zgłoszonych przez Zarząd Główny oraz Zarządy Oddziałów, a także Członków Honorowych – w głosowaniu tajnym, prowadzonym przez Przewodniczącego Głównego Sądu Koleżeńskiego, wybrała Laureatów Medalu.
Medale, wraz z dyplomami, były wręczane Laureatom grupami w 2018 roku na imprezach PTI związanych z obchodami 70-lecia polskiej informatyki.
Zarząd Główny PTI ustanowił jeszcze Statuetkę 70-lecia Polskiej Informatyki, która była w 2018 roku przyznawana uchwałami Zarządu Głównego wyróżniającym się 135 osobom oraz 55 instytucjom.

## Laureaci Medalu 70-lecia Polskiej Informatyki
Andrzej Jacek Blikle
Grzegorz Bliźniuk
Jacek Błażewicz
Wojciech Cellary
Sławomir Chabros
Beata Chodacka
Jarosław Deminet
Krzysztof Diks
Janusz Dorożyński
Jacek Duch
Janusz Dygaszewicz
Jerzy Dżoga
Janusz Filipiak
Wojciech Głazek
Adam Góral
Marek Greniewski
Marek Hołyński
Zbigniew Huzar
Wacław Iszkowski
Zbigniew Jabłoński
Stanisław Jaskólski
Elżbieta Jezierska-Ziemkiewicz
Janusz Kacprzyk
Ryszard Kajkowski
Małgorzata Kalinowska-Iszkowska
Thanasis Kamburelis
Jerzy Kisielnicki
Michał Kleiber
Władysław Klepacz
Roman Kluska
Maciej Kozłowski
Ryszard Krauze
Henryk Krawczyk
Barbara Królikowska
Tomasz Kulisiewicz
Anna Beata Kwiatkowska
Jerzy Ludwichowski
Jan Madey
Lech Madeyski
Marek Maniecki
Andrzej Marciniak
Włodzimierz Marciński
Hanna Mazur
Zygmunt Mazur
Antoni Mazurkiewicz
Marek Miłosz
Alicja Myszor
Jerzy Nawrocki
Marian Noga
Jerzy Nowak
Wojciech Olejniczak
Cezary Orłowski
Wiesław Paluszyński
Marcin Paprzycki
Stefan Paszkowski
Bronisław Piwowar
Tomasz Sielicki
Witold Staniszkis
Borys Stokalski
Maciej Stroiński
Tadeusz Syryjczyk
Maciej Sysło
Roman Szwed
Zdzisław Szyjewski
Barbara Szymańska
Ryszard Tadeusiewicz
Marek Valenta
Jan Węglarz
Kajetan Wojsyk
Krzysztof Zieliński